# Бистриця-при-Тржичу
Бистриця-при-Тржичу (словен. Bistrica pri Tržiču) — поселення в общині Тржич, Горенський регіон, Словенія. Висота над рівнем моря: 543,7 м.
Назва населеного пункту була змінена з Бистриці на Бистриця-при-Тржичу в 1953 році.  
На північний схід від селища є церква, яка побудована в п'ятнадцятому столітті в стилі бароко.